# Segonzac (Charente)
Segonzac is een gemeente in het Franse departement Charente (regio Nouvelle-Aquitaine). De plaats maakt deel uit van het arrondissement Cognac. Segonzac telde op 1 januari 2022 2.093 inwoners.

## Geografie
De oppervlakte van Segonzac bedroeg op 1 januari 2022 35,19 vierkante kilometer; de bevolkingsdichtheid was toen 59,5 inwoners per km².
De onderstaande kaart toont de ligging van Segonzac met de belangrijkste infrastructuur en aangrenzende gemeenten.

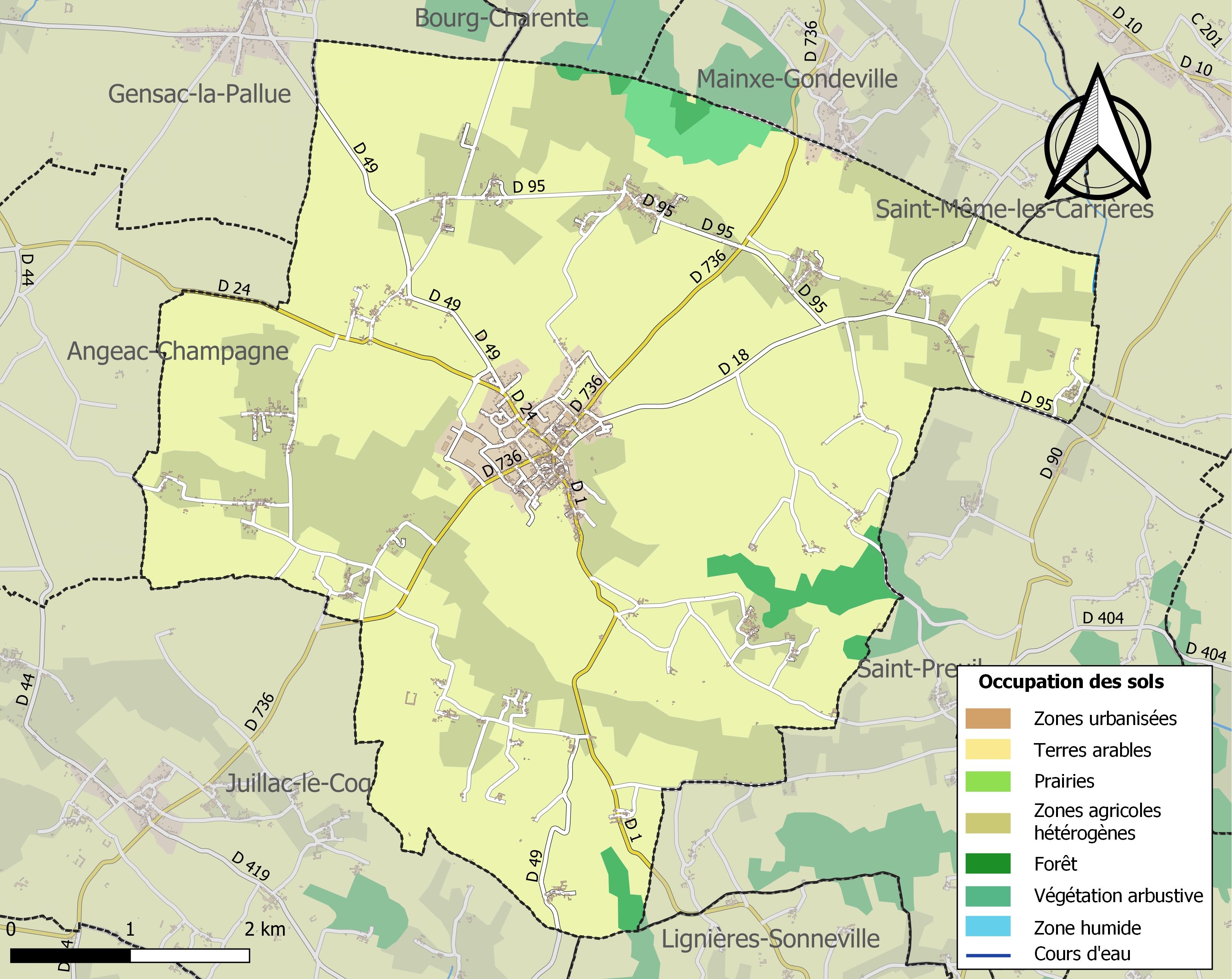

## Demografie
Onderstaande figuur toont het verloop van het inwonertal (bron: INSEE-tellingen).